# Dr. Robotnik's Mean Bean Machine
Dr Robotnik's Mean Bean Machine est un jeu vidéo de puzzle, développé par Sega, sorti sur la Mega Drive et sur Game Gear en 1993. Le titre est la version occidentale de Puyo Puyo. Il est basé sur la série animée Les Aventures de Sonic.
Le jeu a également été repris comme inspiration pour le boss de Chemical Plant Zone dans Sonic Mania.

## Synopsis
L'infâme Dr Robotnik a un nouveau plan pour menacer le monde. Il a l'intention de transformer les habitants de Beanville en robots. Le joueur est là pour contrecarrer ses plans diaboliques, s'il réussit à regrouper les Beans de même couleur, il pourra les faire s'échapper. Mais les robots sbires de Robotnik sont sur son chemin, et il faudra les affronter.

## Système de jeu
Le mode scénario propose d'affronter 12 robots tirés de différents jeux Sonic ainsi que l'infâme Dr Robotnik. Les apparences et noms des robots sont inspirés de la série télévisée américaine des aventures de Sonic, dont l'univers diffère assez de la série de jeux vidéo japonaise.
Dr Robotnik's Mean Bean Machine reprend le système de jeu de Puyo Puyo en l'installant dans l'univers de Sonic.
Des petits pois (beans en anglais) de couleurs aléatoire tombent de la machine du Dr Robotnik et le joueur doit les placer de façon à créer un groupe de quatre beans de la même couleur, ce qui les fait disparaître. Dès qu'un couple de beans du joueur est posé au sommet de l'écran au centre, bloquant l'arrivée des beans, c'est la défaite.
Il est possible de jouer contre l'ordinateur (Mode scénario) ou contre un second joueur humain.

### Principe
Le jeu consiste en un affrontement entre deux joueurs, où à défaut, entre un joueur et le processeur.
L'écran se divise. Des couples de beans de différentes couleurs vont tomber, il est possible de les faire tourner par quarts de tours (à la différence de Columns où il y a nécessairement des colonnes).
Le but est de réunir au moins 4 beans de la même couleur. Si c'est le cas, ceux-ci disparaissent, et les beans se trouvant au-dessus tombent, et peuvent se détacher si l'un des deux d'un couple se retrouve dans le vide, permettant de créer une nouvelle combinaison. Ce système permet de faire des combos, et plus le combo est important, plus l'adversaire recevra des beans transformés en robots. Ce sont des beans qui ne peuvent disparaître que s'il y a une explosion à proximité.
Le but est d'être le vainqueur. Comme pour Tetris, le joueur perd si l'arrivée des beans est bloquée au centre (en l'occurrence la 3e colonne en partant de la gauche).

### Modes
- Mode scenario : mode solo, où le joueur affronte différents adversaires, avec une vitesse croissante.
- Mode Versus : permet à deux joueurs de s'affronter. Au début de chaque manche, il est proposé à chaque joueur de choisir entre 5 niveau : le niveau 1 est lent, le niveau 5 et rapide avec 4 lignes de beans robots de handicap.
- Mode exercice : mode de jeu destiné à l'entrainement. Il n'y a pas d'adversaire, il s'agit donc de survivre le plus longtemps possible. Le fait qu'il n'y a pas d'adversaire entraîne qu'il n'y a aucun bean robot. Au bout d'un certain nombre de beans détruits (évadés), le joueur progresse d'un niveau, et la vitesse d'arrivée des beans augmente.

## Développement

### Équipe de développement
- Producteurs : Yoji Ishii, Noriyoshi Ohba, Masamitsu Niitani
- Réalisateurs : Tetsuo Shinyu, Takayuki Yanagihori, Masanobu Tsukamoto
- Graphic Designers : Takaya Segawa, Saori Yamaguchi, Hideaki Moriya, Keisuke Saka
- Programmeurs : Manabu Ishihara, Tsukasa Aoki
- Musique et effets sonores : Masanori Hikichi, Masayuki Nagao